# 小冀镇
小冀镇，是中华人民共和国河南省新乡市新乡县下辖的一个乡镇级行政单位。

## 行政区划
小冀镇下辖以下地区：
东街村、郝村、西寺村、秦村营村、都富村、崔庄村、冀庄村、梁村、杏庄村、西石碑村、东石碑村、侯庄村、高村、西贾城村、东贾城村、聂庄村、中街村、西街村和京华村。